# Swampscott Town Hall
Die Swampscott Townhall (ehemals Elihu Thomson House) ist ein historisches Gebäude in Swampscott im Bundesstaat Massachusetts der Vereinigten Staaten. Das im späten 19. Jahrhundert als Wohnhaus für den amerikanischen Erfinder und Mitbegründer von General Electric Elihu Thomson errichtete Bauwerk wurde 1976 als National Historic Landmark in das National Register of Historic Places eingetragen. Seit 2002 ist es zugleich Contributing Property zum Olmsted Subdivision Historic District.

## Architektur
Das aus Mauerziegeln im Stil des Georgian Revival errichtete Gebäude ist zweieinhalb Stockwerke hoch. Auf dem flachen Walmdach befindet sich eine Terrasse, die mit einer verzierten Balustrade abgegrenzt ist. Auf jeder der vier Gebäudeseiten wird das Dach durch jeweils zwei Dachgauben mit Giebeldach durchbrochen. Der Haupteingang ist im Stil des Palladianismus gehalten und verfügt über einen von Säulen gestützten, halbkreisförmigen Portikus. Eine Veranda führt zu einem Nebeneingang. Das Haus ist auf der Rückseite über einen geschlossenen Verbindungsweg mit einer ebenfalls zweieinhalb Stockwerke hohen Remise verbunden.
Elihu Thomson nutzte das Haus neben seinem eigentlichen Büro im nahe gelegenen Lynn auch zum Arbeiten und richtete daher im obersten Stock der Remise ein Forschungslabor ein. Er ließ außerdem auf seinem Grundstück ein kleines, heute nicht mehr bestehendes Observatorium errichten, das er 35 Jahre lang für seine astronomischen Beobachtungen nutzte. Für seine Kinder baute er eine Gartenbahn und ein eigenes Laboratorium auf dem Dachboden des Haupthauses.
1944 übereignete die Thomson-Familie das Gebäude an die Stadt Swampscott, die es baulich nahezu unverändert ließ und seither für eigene Zwecke nutzt.

## Historische Bedeutung
Der 1853 geborene Elihu Thomson kam 1857 mit seinem in England arbeitslos gewordenen Vater und seiner Mutter in die Vereinigten Staaten, wo sie sich 1858 in Philadelphia niederließen. Sein Vater war Mechaniker, was Elihus Interesse an diesem Themengebiet weckte. Er beschäftigte sich bereits in früher Kindheit mit Modellbau und chemischen Experimenten und machte an der High School in Philadelphia einen derart exzellenten Abschluss, dass ihm 1870 dort mit seinem Austritt als Schüler bereits eine Lehrstelle angeboten wurde, was er auch annahm.
An der High School freundete er sich mit seinem Kollegen Edwin J. Houston an, mit dem er gemeinsam Experimente zur Elektrizität durchführte. 1879 bekundeten Investoren Interesse an der von ihm entwickelten Beleuchtung durch Gasentladungsröhren, was beide nutzten, um 1880 in New Britain, Connecticut ein Unternehmen für die entsprechende Produktion zu gründen. Doch die Umsätze waren gering, weshalb 1882 neue Investoren das Unternehmen aufkauften und in Thomson-Houston Electric Company umbenannten.
Ab 1882 entwickelte Thomson, der lieber forschte und entwickelte als ein Unternehmen zu leiten, ein Glühlampen-Beleuchtungssystem, Wechselstrommotoren, Ausrüstungsteile für elektrifizierte Eisenbahnen sowie weitere mit Elektrizität betriebene Geräte, sodass die Thomson-Houston Electric Company um 1890 zu den führenden Herstellern von Elektronikgeräten der USA zählte. 1892 wurde das Unternehmen mit der Edison General Electric Company zur General Electric verschmolzen. Thomson schlug die Bitte der neuen Unternehmensführung aus, nach Schenectady zu ziehen, blieb stattdessen in Lynn und arbeitete für General Electric aus der Ferne als Berater.